# Bryoceuthospora mexicana
Bryoceuthospora mexicana är en bladmossart som beskrevs av H. Crum och Lewis Edward Anderson 1959. Bryoceuthospora mexicana ingår i släktet Bryoceuthospora och familjen Pottiaceae. Inga underarter finns listade i Catalogue of Life.